# Mélange de Fisher-Yates
Le mélange de Fisher-Yates, aussi appelé mélange de Knuth, est un algorithme pour générer une permutation aléatoire d'un ensemble fini, c'est-à-dire pour mélanger un ensemble d'objets.

Exemple de mélange de cinq lettres à l'aide de la version en place de Durstenfeld du mélange Fisher-Yates.

Il porte les noms de Ronald Aylmer Fisher, Frank Yates et Donald Knuth.

## Description
Pour mélanger un tableau a de n éléments (indicés de 0 à n-1), l'algorithme est le suivant.
```
 Pour 
i
 allant de 
n
 − 1 à 1 faire :
       
j
 ← entier aléatoire entre 0 et 
i
 inclus
       échanger 
a
[
j
] et 
a
[
i
]
```

On peut aussi considérer une version équivalente qui mélange le tableau avec un indice k croissant :
```
 Pour 
i
 allant de 
0
 à n - 2 faire :
       
j
 ← entier aléatoire entre i et 
n-1 inclus

       échanger 
a
[
j
] et 
a
[i]
```

Cet algorithme a une complexité linéaire et génère aléatoirement une permutation du tableau. Toutes les permutations sont équiprobables : elles ont la même probabilité d'être générée. Au k-ième pas il y a n - k choix possibles pour la variable j. Il y a donc n! exécutions possibles de l'algorithme. De plus l'élément placé en k au pas k ne sera plus jamais modifié dans les pas suivants, ce qui prouve que toutes les permutations seront générées, et avec égale probabilité. Il peut être vu comme un tri par sélection inversé.

## Historique
L'algorithme apparait la première fois dans un ouvrage de Fisher et Yates en 1938. Il est redécouvert sous une forme plus algorithmique par Richard Durstenfeld en 1964, puis popularisé par Donald Knuth sous le nom d'algorithme P.